# 萨卡达斯
萨卡达斯（英語：Sakadas of Argos），约活动于公元前6世纪前后。古希腊阿哥斯音乐家与挽歌体诗人。他分别于公元前6世纪前后在德之菲赛事的长笛比赛中三次获胜。他也写挽歌，并与斯巴达的音乐学校有往来，其作品现已失传。